# Canavalia peninsularis
Canavalia peninsularis là một loài thực vật có hoa trong họ Đậu. Loài này được St.John miêu tả khoa học đầu tiên.